# Кузнецов, Михаил Иванович (медик)
Михаи́л Ива́нович Кузнецо́в (1828—?) — русский медик. Отец хирурга М. М. Кузнецова.
Закончил медицинский факультет Императорского Харьковского университета.
Издал книгу: «Проституция и сифилис в России», историко-статистическое исследование (СПб., 1871), продолжительное время являющейся одной из лучших работ по данному вопросу.

## Источник
- Кузнецов, Михаил Иванович // Энциклопедический словарь Брокгауза и Ефрона : в 86 т. (82 т. и 4 доп.). — СПб., 1890—1907.